# Culture des tombes à fosses
La culture des « tombes à fosses » se développe sur le versant tyrrhénien de l’Italie du sud en Calabre, Campanie et Ischia au Xe siècle av. J.-C. Cette culture se caractérise par le mode d’inhumation des morts qui lui a donné son nom.

## Description
Les morts sont inhumés dans des fosses rectangulaires surmontées d’une petite pyramide de pierre. Ils sont enterrés avec un riche mobilier funéraire d’armes et de bijoux en bronze. Les restes de repas funéraires retrouvés sur place attestent d’une croyance dans l’au-delà.
Des tessons de poterie, identiques à la poterie de Calabre, oscillant entre le noir et gris recouverts d’engobe noire et décorés de formes géométriques ciselées à section carré remplies de pâte blanche ont été retrouvés sur l’île de Malte. Cela laisse à penser à l’établissement de relations entre la culture des « tombes à fosses » et cette île ou à des mouvements de colonisation vers l’archipel maltais.